# Верненское землетрясение
28 мая (9 июня) 1887 года в российском городе Верном, административном центре Семиреченской области, произошло землетрясение, в котором погибло 332 человека. В городе Верном, Большой и Малой станицах погиб 161 человек (из них 118 детей). В солдатских казармах погибли 14 солдат (из них 10 арестантов на военной гауптвахте). В горах под обвалами погибло 154 человека (из них 87 киргизов).
Было разрушено 1798 кирпичных домов. Меньше пострадали строения Большей и Малой станиц, возведённые из дерева. Впоследствии в городе была организована сейсмическая и метеорологическая станция под руководством архитектора А. П. Зенкова и разработана система учёта сейсмичности при постройке зданий. После землетрясения для застройки города стало использоваться в основном дерево. Из него были сооружены крупные здания города — Дом полка военного собрания, Кафедральный собор, Дом общественного собрания и другие. Некоторые постройки того периода сохранились и сейчас являются памятниками истории, архитектуры и охраняются государством.
В память о жертвах землетрясения в центре Гостинодворской площади была построена Знаменская часовня. Архитектор Павла Васильевича Гурдэ, художник Николай Гаврилович Хлудов. Постройка обошлась городу в 5269 руб. 50 коп., из них 5112 руб. 57 коп. поступило пожертвований. Крупные суммы внесли купцы Евтихий Фомин, Никита Пугасов, Михаил Аликин и другие. Ежегодно, 28 мая, к часовне совершался крестный ход. В 1927 во время реконструкции базара часовню снесли.
Спустя 2 года произошло ещё одно крупнейшее землетрясение в Средней Азии.